# Liberty ladje
Liberty ladje (angleško: Liberty ships) so bile transportne ladje, ki so jih Američani gradili med 2. svetovno vojno. Uporabljale so se predvsem za transport vojaškega tovora v Britanijo in Sovjetsko zvezo. Koncept ladje je sicer britanski, Američani so ga prevzeli, ker so bile ladje poceni in se jih je dalo hitro graditi.
18 ameriških ladjedelnic je v letih 1941−1945 zgradilo kar 2710 ladij - daleč največ ladij enega razreda. Ime "Liberty" so izbrali, ker naj bi te ladje pripomogle k svobodi v Evropi in svetu med 2. Svetovno vojno. 
Zaradi hitre gradnje so imele nekatere ladje probleme s kakovostjo, 12 ladij se je enostavno prelomilo na pol, druge so imele probleme s krhkim lomom. Predvidena življenjska doba je bila 5 let, vendar je veliko ladij precej preseglo to številko.
Liberty ladje so postale simbol ameriške industrijske moči. Kdaj se tudi uporablja oznaka "Liberty razred" - ladje z nosilnostjo 10000 ton.
Več kot 2400 teh ladij je preživelo vojno. Po njej so jih 835 kupili razni trgovski ladjarji. Grki so kupili 526 ladij, Italijani pa 98. Veliko ladijskih magnatov kot npr. John Fredriksen, John Theodoracopoulos, Aristoteles Onassis, Stavros Niarchos, Stavros George Livanos, bratje Goulandris, Andreadis, Tsavliris, Achille Lauro, Grimaldi in Bottiglieri je začelo svoje posle ravno z Liberty ladjami.

## Specifikacije
- Razred: Liberty
- Tip: Tovorna ladja
- Graditelj: 18 ladjedelnic v ZDA
- Cena: $2 milijona ($ 34 milijonov leta 2014)
- Število planiranih: 2751
- Število zgrajenih: 2710
- Število ohranjenih: 3

- Izpodriv: 14245 dolgih ton (14474 ton)
- Dolžina: 441 ft 6 in (134,57 m)
- Širina: 56 ft 10,75 in (17,3 m)
- Ugrez:  27 ft 9,25 in (8,5 m)
- Pogon: dva bojlerja; parni motor s trojno ekspanzijo in močjo 2500 KM (1900 kW); en propeler
- Hitrost: 11–11,5 vozlov (20,4–21,3 km/h; 12,7–13,2 mph)
- Doseg:  20000 nmi (37000 km; 23000 mi)
- Nosilnost: 10856 t (10685 dolgih ton) (DWT)
- Posadka: 38–62 USMM

21–40 UGNAG
- Orožje: 4-in (102 mm) top za uporabo proti podmornicam, več protiletalskih topov